# Катеринівка (Софіївська селищна громада)
Катери́нівка — село в Україні, у Софіївській селищній громаді Криворізького району Дніпропетровської області.
Населення — 24 мешканці.

## Географія
Село Катеринівка знаходиться на відстані 0,5 км від сіл Широке, Тарасівка та Вільне Життя. По селу протікає пересихаючий струмок з загатою.

## Населення

### Мова
Розподіл населення за рідною мовою за даними перепису 2001 року:
| Мова       | Кількість | Відсоток |
| ---------- | --------- | -------- |
| українська | 23        | 95.83%   |
| російська  | 1         | 4.17%    |
| Усього     | 24        | 100%     |

## Інтернет-посилання
- Погода в селі Катеринівка [Архівовано 20 грудня 2011 у Wayback Machine.]

1. ↑  Рідні мови в об'єднаних територіальних громадах України — Український центр суспільних даних